# Collegium Musicum (album)
Collegium Musicum je debutové studiové album slovenské art rockové skupiny Collegium Musicum, vydané v roce 1971 u Supraphonu. V roce 1992 album vyšlo na dvojCD Konvergencie u vydavatelství Opus.

## Seznam skladeb
| Strana 1 | Strana 1              | Strana 1      | Strana 1 |
| Pořadí   | Název                 | Autor         | Délka    |
| -------- | --------------------- | ------------- | -------- |
| 1.       | If You Want to Fall   | Varga, Saller | 13:25    |
| 2.       | Strange Theme Part I. | Varga, Saller | 4:45     |

| Strana 2       | Strana 2               | Strana 2                             | Strana 2 |
| Pořadí         | Název                  | Autor                                | Délka    |
| -------------- | ---------------------- | ------------------------------------ | -------- |
| 1.             | Strange Theme Part II. | Varga, Saller                        | 8:50     |
| 2.             | Concerto in D          | Joseph Haydn, arr. Collegium Musicum | 12:40    |
| Celková délka: | Celková délka:         | Celková délka:                       | 39:40    |

## Sestava
- Marián Varga – varhany, cembalo
- Fedor Frešo – baskytara, zpěv
- Rasťo Vacho – kytara
- Dušan Hájek – bicí

- Vladimír Popelka – dirigent